# Rupert L. Murphy
Rubert L. Murphy (geboren am 27. Juli 1909 in Byromville, Georgia; gestorben am 22. Januar 1999 in Gainesville, Florida) war ein amerikanischer Jurist und Regierungsbediensteter. Er war von 1955 bis 1978 Mitglied der Regulierungsbehörde Interstate Commerce Commission.

## Leben
Der Sohn von Luther H. Murphy und Ardelia Woodrurf besuchte die örtlichen Schulen. Ab 1925 arbeitete er im Atlanta Freight Tariff Bureau (Southern Freight Tariff Bureau). 1929 wechselte er zu Fulton Bag und Cotton Mills in Atlanta und arbeitete in der Frachtabteilung. Daneben studierte er an der Atlanta Law School und erlangte 1938 seinen Bachelor of Laws und 1939 seinen Master of Laws und Master of Letters. 1943 erhielt er die Anwaltszulassungen für den US Supreme Court und die Interstate Commerce Commission.
Ab 1942 arbeitete er als Vertreter gegenüber den Transportunternehmen für die Georgia-Alabama Textil Traffic Association sowie als Anwalt für das American Cotton Manufacturers Institute, die Cotton Manufacturers Association of Georgia, die Alabama Cotton Manufacturers Association, die Tufted Textile Manufacturers Association und die National Textile Waste Exchange.
Als Hugh W. Cross seinen Sitz in der Interstate Commerce Commission am 30. November 1955 vorzeitig aufgab, wurde Murphy von Präsident Dwight D. Eisenhower im Dezember 1955 als Nachfolger nominiert. Das Mitglied der Demokratischen Partei trat sein Amt am 30. Dezember 1955 an und wurde nachträglich vom US-Senat am 26. Januar 1956 für eine Amtszeit bis zum 31. Dezember 1957 bestätigt. Er wurde dreimal (1957, 1964, 1971) wiedernominiert für eine Amtszeit bis zum 31. Dezember 1978. 1962 war er turnusgemäß Vorsitzender der Behörde. Am 31. August 1978 trat er zurück. In seiner Amtszeit hatte die ICC mehrere große Fusionen im Bahnbereich zu genehmigen, unter anderem die Fusionen zwischen der Atlantic Coast Line und der Seaboard Air Line, zwischen der Pennsylvania Railroad und der New York Central Railroad und der Chicago, Rock Island and Pacific Railroad mit der Union Pacific Railroad. Sein Nachfolger wurde Thomas A. Trantum.
Rupert L. Murphy war seit 1931 verheiratet und hatte einen Sohn.